# Marcel Alvernhe
Joseph Émile Marcel Alvernhe, dit Marcel Alvernhe, est un écrivain et cartographe français né à Camarès (Aveyron) le 20 mars 1892 et mort le 10 avril 1917 à Buzancy (Ardennes) pendant la Première Guerre mondiale. Il fait partie de la liste des 560 écrivains « morts pour la France » inscrits au Panthéon. Il est chevalier de la légion d’honneur.

## Biographie
Marcel Alvernhe fait ses études au collège de Saint-Affrique, puis aux lycées de Montpellier et de Rodez. Il vient à Paris où il épouse la fille du peintre et graveur Eugène Viala. Il travaille pour la Compagnie minière du Congo français comme cartographe en 1906. Enrôlé dans le 118e régiment d’Infanterie de Montpellier, il combat sur la Somme, la Meuse, l'Aisne, en Champagne. Il meurt des suites de ses blessures.

## Journalisme
Il écrit dans différents journaux : le Bulletin de la solidarité aveyronnaise, le Journal de l'Aveyron, La Veillée d'Auvergne ou encore L'Opinion. Henry Bédel, auteur du Rouergue en deuil, évoque à son sujet dans la Société des lettres, sciences et arts de l'Aveyron "sa force d'expression qui dévoilait une brillante intelligence".